# Stadion Schützenwiese
Stadion Schützenwiese – stadion piłkarski w Winterthurze, w Szwajcarii. Został otwarty w 1900 roku. Obiekt może pomieścić 8550 widzów, z czego 1000 to miejsca na zadaszonej trybunie głównej. Swoje spotkania na stadionie rozgrywa drużyna FC Winterthur.